# Малый сосочек двенадцатиперстной кишки
Ма́лый сосо́чек двенадцатипе́рстной кишки́ (синонимы: ма́лый дуодена́льный сосо́чек, санториниев сосочек; лат. papilla duodeni minor) — анатомическая структура, располагающаяся в середине нисходящей части двенадцатиперстной кишки на 8—40 мм выше большого сосочка двенадцатиперстной кишки.
Через малый сосочек в двенадцатиперстную кишку открывается дополнительный (санториниев) проток поджелудочной железы.

## Форма
Малый сосочек двенадцатиперстной кишки представляет собой плоское или плоско-холмовидное образование размером 3—4 мм в диаметре, иногда покрытое нависающей слизистой оболочкой.

## Наблюдаемость санториниевого протока при эндоскопическом обследовании
При эндоскопическом исследовании устье санториниевого протока или выглядит в виде точечного отверстия, или вообще не определяется. Поступление панкреатического сока из него чаще всего не видно.

## Сфинктер Хелли
На выходе санториниева протока в двенадцатиперстную кишку находится сфинктер Хелли — круговая мышца, выполняющая функцию клапана, пропускающего сок поджелудочной железы в двенадцатиперстную кишку, но не допускающего попадание содержимого двенадцатиперстной кишки в санториниев проток. Назван в честь описавшего его в 1899 году швейцарского учёного Конрада К. Хелли (нем. Konrad K. Helly).

## Анатомическая вариабельность
Малый сосочек двенадцатиперстной кишки имеется не у каждого индивидуума. По оценкам разных исследователей, он встречается с частотой от 30 до 92 %.

## Заболевания
- Аденокарцинома малого сосочка двенадцатиперстной кишки (встречается очень редко)[2].